# Technosaurus
Technosaurus (griego: "lagarto de la Universidad Tecnológica de Texas") es un género de dinosauriforme silesáurido, que vivió a finales el periodo Triásico en el Noriense, proveniente de la Formación Bull Canyon (Grupo Dockum) de Texas, Estados Unidos. Por alrededor de 20 años luego de su descripción, fue considerado como un dinosaurio ornitisquio basal, pero el descubrimiento de mejores restos de otros arcosaurios del Triásico han hecho dudar de esta interpretación. Cuando fue nombrado, era una quimera de diferentes animales.

## Descripción e historia
Technosaurus se basa en el espécimen holotipo TTUP P9021, el cual consistía inicialmente en un premaxilar (un hueso anterior del cráneo), dos piezas de mandíbulas, una vértebra dorsal, y un astrágalo. Technosaurus y su especie tipo, T. smalli, fueron nombrados por Sankar Chatterjee en 1984. Él lo describió como un fabrosáurido, un clado de pequeños ornistisquios primitivos que se considera como un agrupamiento artificial. El material de la cantera en donde se encontró a P9021 no estaba asociado entre sí y proviene de diferentes animales del Triásico Superior, lo cual hace problemática su interpretación.
El género fue revisado en 1991 por Paul Sereno, quien interpretó que el premaxilar y fragmento del frente de la mandíbula pertenecían a un prosaurópodo recién nacido, y determinó que la vértebra no podía clasificarse, así como ocurría con el astrágalo y un fragmento inidentificable. Por lo tanto, él restringió los restos considerados como Technosaurus a la segunda pieza mandibular, un fragmento posterior. Estos restos fueron revisados nuevamente a la luz de los nuevos restos que animaron la revaluación de supuestos dinosaurios del Triásico, particularmente los ornitisquios nombrados de materiales mandibulares. Irmis et al. (2007) estuvieron de acuerdo con retirar la vértebra y al astrágalo, pero no encontraron características que fueran únicas de los dinosaurios en los fragmentos craneanos. En cambio señalaron las similitudes con Silesaurus en los fragmentos de mandíbula que fueron excluidos por Sereno, además excluyeron al fragmento posterior al considerar que pertenecía en realidad al inusual rauisuquio Shuvosaurus. Estos autores replantearían la cuestión más adelante, concluyendo que Technosaurus, definido solo por el premaxilar y el fragmento de mandíbula que no era de Shuvosaurus, era un género válido y diagnóstico, pero no se podía clasificar concluyentemente más allá de ser un Archosauriformes incertae sedis, y que era improbable que se tratara de un dinosaurio, ya fuera un ornitisquio o un sauropodomorfo.